# D-Von Dudley
Devon Hughes (n. 1 august 1972) este un fost wrestler american. În prezent este semnat de WWE, unde lucrează în culise ca agent/producător. Hughes a luptat pentru Wrestling Extreme Championship (ECW) din 1995 până în 1999 și pentru WWF/E din 1999 până în 2005, iar între 2015 și 2016 ca D-Von Dudley și Reverend D'Von. A luptat pentru Total Wrestling Action Nonstop (TNA) din 2005 până în 2014 ca Brother Devon și Devon.